# Division de Makran
La division de Makran (en ourdou : مکران ڈویژن) est une subdivision administrative de la province du Baloutchistan au Pakistan. Elle compte près de 1,5 million d'habitants en 2017, et sa capitale est Turbat.
Comme l'ensemble des divisions pakistanaises, la subdivision a été abrogée en 2000 avant d'être rétablie en 2008.
La division regroupe les districts suivant :
- district de Gwadar
- district de Kech
- district de Panjgur